# Club de Remo Elanchove
El Club de Remo Elanchove es un club deportivo vasco que ha disputado regatas en todas las categorías y modalidades de banco fijo, en bateles, trainerillas y traineras desde su fundación en 1988. En 1993 compitió por primera vez en trainera, y siguió haciéndolo continuadamente hasta 1999.

## Historia
Debido a la poca población con la que cuenta la localidad, no todos los años ha podido completar tripulación para sacar al agua una trainera, por lo que competían en batel y trainerilla. En el año 1992 decidieron unirse al Club de Remo Bermeo y al Club de Remo Mundaca para formar un nuevo club, el Club de Remo Urdaibai. Este nuevo club compitió ese año en trainera, pero en 1993 Elanchove sacó trainera en solitario por primera vez, y lo hizo de manera continuada hasta 1999, año que volvieron al proyecto de la trainera unificada de Urdaibai. En 2001, y ya fuera del proyecto de Urdaibai, se fusionaron con Arkote para sacar una trainera conjunta. Esta unión se mantuvo hasta el final de la temporada 2003, tiempo durante el cual se obtuvieron varias banderas.
En 2007 se volvió a unir a Mundaka, en esta ocasión para formar un nuevo club denominado Club de Remo Busturialdea. Durante los siguientes años disputaron la ARC-2 y llegaron a disputar la ARC-1, pero tras descender en el año 2015 a la ARC-2 el club se disolvió. En 2016 volvieron a competir nuevamente con el nombre del club en la liga ARC-2.